# 電波の城
『電波の城』（でんぱのしろ）は、細野不二彦による日本の漫画。『ビッグコミックスピリッツ』（小学館）にて、2006年1号より2014年2・3合併号まで連載。単行本は、小学館より全23巻で発売。

## 概要
ある日、東京で小さな芸能プロダクションを営む男・鯨岡の下に、一人の若い女性が自分を雇えとやってくる。彼女の名前は天宮詩織。天宮はその卓越した才能と美貌で、テレビ局の出世の階段を登り詰めていくが、彼女にはとんでもない秘密があった。テレビ局の表と裏を余すところなく描いていく野心作。
各話のサブタイトルは、既存の映画や書物、楽曲のタイトルから引用されている（「おさかな天国」、『ゆりかごを揺らす手』、『バカの壁』『うる星やつら』など）。

## 登場人物
天宮 詩織（あまみや しお）
本作の主人公。東京都生まれ。幼少の一時期、北陸や中国地方にもいた模様。類まれなる美貌と、アナウンサーとしての才能、そして明晰な頭脳から出る策謀を武器に、鯨岡の経営するプロダクションに所属しながら、テレビ局の出世の階段を上がっていく。頭脳明晰だが、性格は気まぐれで掴み所がなく、不愉快なことがあると「ぷるるるるる」と唇を尖らせて鳴らす癖がある。かつては北海道のFMラジオ局「北海道サッポロFM」に所属していた。また、なぜか背後に大きなバックが存在し、裏社会との付き合いも濃密である。過去に触れられたくない秘密がある。アナウンサーだった「父」雨宮理一の影響で日本の近代文学に造詣が深く、宮沢賢治や中原中也の詩を口ずさんでいる。「谷口ハジメの回想」によると、何らかの形でバッドエンドを迎える模様。
谷口 ハジメ（たにぐち ハジメ）
テレビのキー局「丸の内テレビ」社員。報道部に所属している。普段はボンヤリしているが、事件の深層に着実な取材で迫るなど、かなりの切れ者。あまりにボンヤリしているので、天宮も彼の本質を見抜けなかった。自分の信念を曲げない性格ゆえ、社内では疎まれており、一時は閑職に飛ばされたこともあった（他社の記者からは「スクープを抜かれることがなくなった」と皮肉な惜しまれ方をしたことから、高い評価を受けていることが窺える）。要所に出てくる「谷口ハジメの回想」は、後に彼が自身の回想や関係者の証言をまとめた形式で、物語の未来を暗示している。昆虫を愛する。
本城 律子（ほんじょう りつこ）
フリーランスの女子アナウンサー。天宮から敵視されている日本のマスコミの頂点にいる女性。日本のマスコミ関係者では2番目に（女性では初めて）宇宙から中継を行った。華族に連なる名家の出身で、5ヶ国語を操り、イェール大学を卒業した才媛。女子アナウンサーから報道記者に転向、３０代でキャスターとして頭角を現す。報道には正義がなければならない、中立でなければならないという思考の持ち主で、日本の報道はレベルが低いと嘆いており、その強引さは時に周囲との軋轢を伴う。また興奮するとアカペラでオペラを歌う癖がある。
鯨岡 平助（くじらおか へいすけ）
芸能プロダクション「モビーディック」社長。太っちょな中年男性。人を見抜く才能がある切れ者で、かつては所属タレントから何人ものスターアイドルを輩出したが、前述の通り、今は社員が天宮一人しかいない有様（採用を渋っていたが、天宮の切った小切手で債務を返済したため断れなくなった。実質上天宮がオーナーで、鯨岡は雇われ社長ということになる）。タレントの許容範囲の限界を見抜くと称して、所属タレントと性的関係を持とうとする悪癖があり、天宮からは手痛い反撃を食らった。一方で事務所を去ったタレントでも、一度育てた商品は汚さない、と天宮が持ち掛けたスキャンダル写真を破り捨てる矜持も持っている。天宮を「毒クラゲ」と称するなど、彼女の恐ろしさにある程度気が付いている様子。なお名前は5巻p.50, p.83には「平助」とあるが13巻p.222には「兵輔」とある。
仁科 誠一（にしな せいいち）
天宮のバックの一人。東日本最大の暴力団「誠龍会」をバックとする総会屋「紫誠堂グループ」社長。株の世界ではかなりの実力者。裏社会でもかなり名が通っている。ある出来事をきっかけに、左目にオパールの義眼を嵌める。年下の天宮を「お嬢」と呼び、彼女の美貌に惚れ、頭脳と悪の才能を畏れ敬っている。
栗田 朋子（くりた ともこ）
キー局「丸の内テレビ」所属の人気アナウンサー。アナウンス技術は拙いが、天然キャラのバラエティアナとして大人気。同局人気バラエティ番組「電撃オッペケペー」では天宮と共にキャプテンを務める。 備後放送の元アナウンサーからのストーキングに悩んでいたが、彼が起こした爆弾騒ぎを天宮に救われ彼女を慕うように。　
天宮 理一（あまみや りいち）
元国営放送の敏腕記者。しかしながら、最高裁判事に対する取材が原因で地方に干されることに。書生時代、詩織の母と恋仲にあったが詩織の両親の反対で引き裂かれる。その後、訳あって母の実家に逃げてきた詩織を引き取り「父」として深い愛情を詩織にそそぐ。詩織はどことなく「父」と谷口に似た匂いを感じている。

## 書誌情報
- 細野不二彦『電波の城』 小学館〈ビッグコミックス〉、全23巻
  1. （2006年4月27日発売[1]）、ISBN 978-4-09-180319-1
  2. （2006年9月29日発売[2]）、ISBN 978-4-09-180707-6
  3. （2007年2月28日発売[3]）、ISBN 978-4-09-181076-2
  4. （2007年7月30日発売[4]）、ISBN 978-4-09-181368-8
  5. （2007年12月26日発売[5]）、ISBN 978-4-09-181557-6
  6. （2008年5月30日発売[6]）、ISBN 978-4-09-181893-5
  7. （2008年12月26日発売[7]）、ISBN 978-4-09-182253-6
  8. （2009年5月29日発売[8]）、ISBN 978-4-09-182531-5
  9. （2009年10月30日発売[9]）、ISBN 978-4-09-182754-8
  10. （2010年3月30日発売[10]）、ISBN 978-4-09-183107-1
  11. （2010年8月30日発売[11]）、ISBN 978-4-09-183379-2
  12. （2011年2月26日発売[12]）、ISBN 978-4-09-183648-9
  13. （2011年8月30日発売[13]）、ISBN 978-4-09-184033-2
  14. （2011年12月27日発売[14]）、ISBN 978-4-09-184186-5
  15. （2012年3月30日発売）、ISBN 978-4-09-184309-8
  16. （2012年6月29日発売）、ISBN 978-4-09-184517-7
  17. （2012年9月28日発売）、ISBN 978-4-09-184664-8
  18. （2012年12月27日発売）、ISBN 978-4-09-184787-4
  19. （2013年3月29日発売）、ISBN 978-4-09-185036-2
  20. （2013年7月30日発売）、ISBN 978-4-09-185347-9
  21. （2013年11月29日発売）、ISBN 978-4-09-185663-0
  22. （2014年3月28日発売）、ISBN 978-4-09-186027-9
  23. （2014年7月30日発売）、ISBN 978-4-09-186307-2